# Damián Luna
Damián Luna (Buenos Aires, Argentina, 21 de febrero de 1985) es jugador de fútbol argentino. Supo jugar como volante o también como mediapunta (enganche). Se caracterizaba por un rápido regate y muy buenos pases.

## Trayectoria

### San Lorenzo de Almagro
Damián Luna hizo las inferiores en el Club Atlético San Lorenzo de Almagro, club donde consigue debutar en la Primera división en el 2002, cuando contaba con 17 años. El entrenador que lo hizo debutar fue Rubén Darío Insúa. En ese año su equipo sería campeón de la Copa Sudamericana.
El buen rendimiento de Luna lo fue llevando a ganarse la titularidad durante el 2003. Luego, tendría la mala fortuna de lesionarse el 18 de febrero del 2005 en un clásico ante Boca Juniors, en lo que sería su último juego con la camiseta azulgrana.

### Independiente de Avellaneda
Esa lesión lo mantendría un tiempo alejado de las canchas al punto que el jugador quedó con el pase en su poder en julio de 2006 y fue comprado por el Club Atlético Independiente donde no tuvo la continuidad necesaria.

### Universidad Católica
En enero de 2009, se convirtió en el segundo refuerzo del Club Deportivo Universidad Católica, debutando en un partido amistoso contra Olimpia, mostrando destellos de su juego.
Marcó su primer gol en la UC en la victoria de su equipo por 4-0 contra Cobreloa, el día 8 de marzo de 2009.
Con fecha 13 de mayo del 2009, se desvincula de la Universidad Católica, tras su disputa con el D.T Marco Antonio Figueroa y su bajo rendimiento.

### São Caetano, Nueva Chicago y Los Andes
Luego de un mal paso por el São Caetano de Brasil donde casi no jugó ya que no se adaptó al equipo y además sufrió varias lesiones, volvió a Argentina para jugar en Nueva Chicago, club del cual es hincha. Jugó 28 partidos en la temporada marcando un gol (a San Telmo). Se ganó el afecto de la gente en el transcurso del año. No tuvo un mal paso, aunque sufrió unas lesiones que lo incomodaron y lo privaron de jugar algunos partidos.
Para la temporada siguiente fue transferido a Los Andes, donde jugó 21 partidos e hizo 4 goles. Se destacó mucho con la camiseta "milrayitas" transformándose en el creador de juego del equipo. Aquí también se ganó el cariño de la gente.

### Defensor Sporting
Debido a sus grandes desempeños en el ascenso argentino, Luna fue transferido a un equipo de la Primera división uruguaya, al Defensor Sporting. Comenzó teniendo algunas molestias físicas pero rápidamente se recuperó y se adaptó al juego de su equipo.

## Clubes
| Club                 | País      | Año         |
| -------------------- | --------- | ----------- |
| San Lorenzo          | Argentina | 2002 - 2006 |
| Independiente        | Argentina | 2006 - 2008 |
| Universidad Católica | Chile     | 2009        |
| São Caetano          | Brasil    | 2009 - 2010 |
| Nueva Chicago        | Argentina | 2010 - 2011 |
| Los Andes            | Argentina | 2011 - 2012 |
| Defensor Sporting    | Uruguay   | 2012 - 2013 |
| Inti Gas Deportes    | Perú      | 2013 - 2014 |
| Los Andes            | Argentina | 2014        |
| Kissamikos           | Grecia    | 2015        |
| San Lorenzo de Alem  | Argentina | 2015 - 2016 |
| Fénix                | Argentina | 2016 - 2017 |

## Palmarés
| Título            | Club        | País      | Año  |
| ----------------- | ----------- | --------- | ---- |
| Copa Sudamericana | San Lorenzo | Argentina | 2002 |